# Tetragnatha bemalcuei
Tetragnatha bemalcuei là một loài nhện trong họ Tetragnathidae.
Loài này thuộc chi Tetragnatha. Tetragnatha bemalcuei được Cândido Firmino de Mello-Leitão miêu tả năm 1939.